# Borgholm Township, Mille Lacs County, Minnesota
Borgholm Township är en plats i Mille Lacs County i Minnesota i USA. 2010 uppgick invånarna till 1 718 i antalet.

### Fotnoter
1. ↑  ”Profile of General Population and Housing Characteristics: 2010 Demographic Profile Data (DP-1): Borgholm Township, Mille Lacs County, Minnesota”. US Census Bureau, American Factfinder. http://factfinder2.census.gov. Läst 2 oktober 2012.